# Leopold Nowak
Leopold Nowak (Viena (Austria), 17 de agosto de 1904 - 27 de mayo de 1991) fue un organista y musicólogo, conocido por la edición de las obras de Antón Bruckner para la Sociedad internacional Bruckner. Reconstruyó la forma original de varios trabajos del compositor, los cuales habían sido revisados y editados en múltiples ocasiones.

## Biografía
Nowak estudió piano y órgano en la Academia imperial de música de Viena. También estudió musicología con Guido Adler y Robert Lach en la Universidad de Viena, de la que fue profesor desde 1932 hasta 1971.
Como editor, sucedió a Robert Haas en su tarea de director de la colección de música de la Biblioteca Nacional de Austria en 1946 y se le acredita el ayudar a preservar los documentos autógrafos de Bruckner. Su enfoque al editar la música de Bruckner fue mucho más científico que el dado por Haas; por ejemplo, mientras Haas combina los bocetos de las versiones de 1887 y 1890 de la Octava sinfonía para realizar su edición, Nowak expone dos ediciones separadas para cada versión. Nowak también escribió ensayos que examinaban los aspectos teóricos de la música tanto bruckneriana como de otros autores; por ejemplo, un ensayo sobre aspectos métricos y rítmicos de las sinfonías de Beethoven y de Bruckner. 
Nowak también trabajó sobre una edición del Réquiem de Mozart, siendo capaz de distinguir, tras un arduo escrutinio, la letra del compositor de la de Süssmayr y Eybler, lo cual le valió la  Medalla Mozart de oro en 1985. 
Nowak también estudió la música de Heinrich Isaac, Joseph Haydn, la música folclórica y religiosa austríaca, y a diferentes compositores austríacos de la Edad Media (de 1480 en adelante).
Sus trabajos sobre la música de Bruckner, particularmente el Finale de su Novena Sinfonía, están siendo continuados por William Carragan.